# 山浦嘉久
山浦 嘉久（やまうら よしひさ、1945年 - 2019年9月15日）は、民族派の思想活動家。評論家。研究者。主に日本文明と国際政治研究を課題に活躍している。

## 略歴
1945年、長野県上田市に生まれる。長野県上田高等学校を経て、1969年、早稲田大学政治経済学部卒業。2019年9月15日、脳梗塞のため病院にて死去。74歳没。 
学生時代から民族派学生運動日本学生会議議長を務め従事、卒業後も主に民族派社会運動の発展に人生を託す。
その間商社業務を手がけ、欧米アジアを歴訪、国際政治、地政学、古代史、古伝などを学び「日本文明の本質と世界性」をライフワークと定める。北朝鮮事情やヤルタ会談について詳しい。
文明地政学協会代表を務め同協会発行の世界戦略情報誌 みち 言論活動に従事。
ケイアンドケイプレス発行の論壇誌 月刊日本 論説委員でもある。

## 民族派の思想活動
核拡散防止条約に反対する反核防闘争を担った民族派学生運動の主要組織日本学生会議で、山浦は活動していた。
別名「民族派の赤軍」と呼ばれるラディカルな活動を展開し、他の民族派とは異なり全共闘への共感も隠す事なく、早稲田支部は早稲田大学全共闘に民族派として参加していた。
「核拡散防止条約反対」を叫んで、山浦ら日本学生会議のメンバー8人が外務省に乱入した事件はあまりにも有名である。
反核防闘争においては、牛嶋徳太朗が代表となり外務省に対する批判声明を読み上げた。この反核防条約闘争こそ、民族派の右翼にとっての、新左翼の反安保闘争に匹敵するものと認識されている。
日本学生会議で活動していた山浦は、しばしば一水会の勉強会へも呼ばれており交流はあるが、日本学生会議の機関紙編集長だった牛嶋徳太朗は一水会リーダーの鈴木邦男を強く批判し、旧東方会の機関誌を正式に再刊し、主催する『東大陸』誌においても激しい鈴木邦男批判が展開された。
牛嶋徳太朗によると、反核防闘争に結集した右翼こそが民族派であり、真に新右翼の語に値するものとした。
その後に登場した一水会のような新右翼と呼ばれる右翼を、牛嶋徳太朗は新右翼としては認めておらず、山浦との親密な仲を顧みずに一水会代表の鈴木邦男に対する倫理的な激しい批判を展開。また維新政党・新風についても批判的であった。

## 主な連載記事
- 月刊日本　世界情勢を読む（ケイアンドケイプレス発行の論壇誌）
- みち （文明地政学協会発行の世界戦略情報誌）

## 主な著書・論文
- 武人 甦る三島由紀夫 【共著】晋遊舎ムック
- 民間の所有する中央銀行 【解説・論文】
- 国士内田良平伝 【解説・論文】